# Vox humana
 (лат. људски глас) је назив једне од најстаријих фамилија регистара оргуља, која датира макар од раних 1500-их. Задатак овако названог регистра је да по својим карактеристикама личи на људски глас, што је до данашњег дана тек приближно постигнуто. Најуспешнији vox humana регистри производе звук приближан звуку мушког хора, који пева у даљини.
Облик резонатора је цилиндричан, обично делимично или потпуно прекривен капом, и дужине 1/4 или 1/8.